# Уильямс, Бенджамин Сэмюэль
Бенджамин Сэмюэль Уильямс (англ. Benjamin Samuel Williams; 2 марта 1824, Ходдесдон, Хартфордшир — 24 июня 1890, Холлоуэй, Большой Лондон) — английский ботаник, один из передовых людей своего времени в сфере культивирования орхидей.

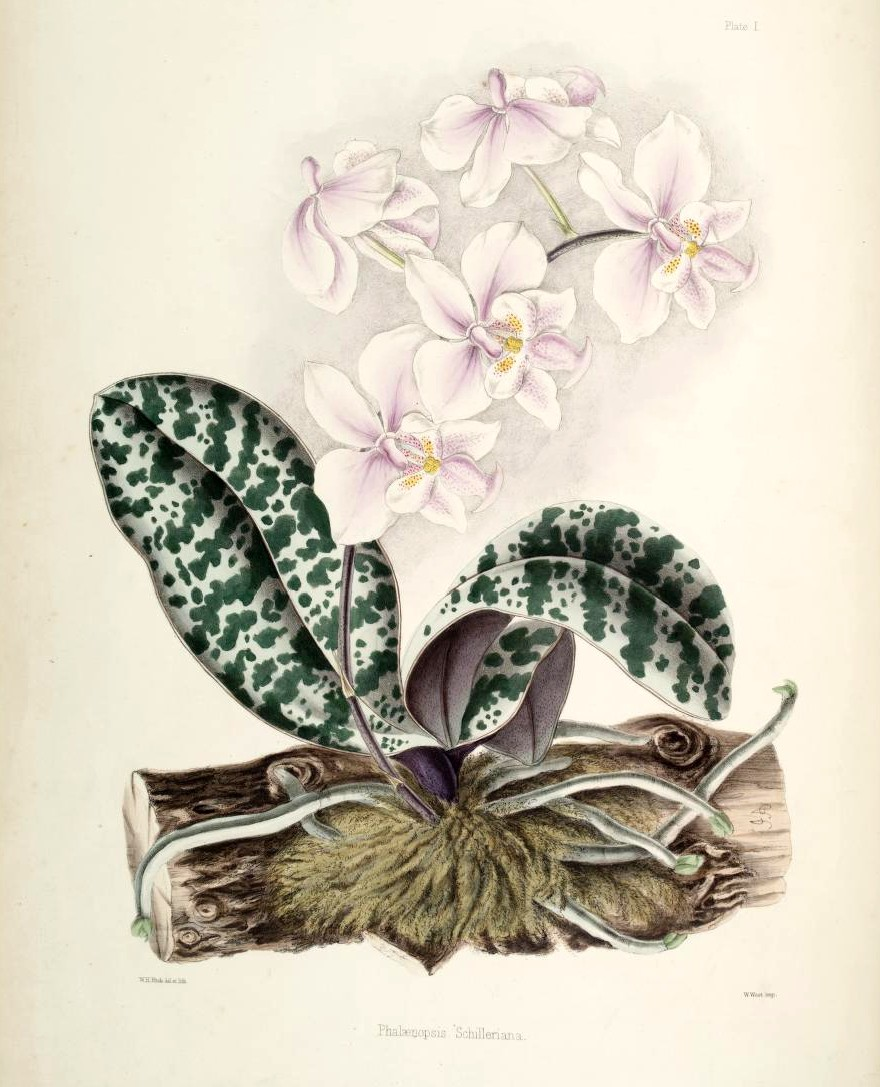
Phalaenopsis schilleriana. Ботаническая иллюстрация из научной работы Select orchidaceous plants

## Биография
Бенджамин Сэмюэль Уильямс родился в графстве Хартфордшир в Англии 2 марта 1824 года. Благодаря своему таланту и энергии приобрёл репутацию одного из передовых людей своего времени в сфере культивирования орхидей. Уильямс был постоянным участником на всех основных выставках растений как в Лондоне, Манчестере, так и в Соединённых Штатах. Завоевал многочисленные призы и награды. Бенджамин Сэмюэль Уильямс умер 24 июня 1890 года.

## Научная деятельность
Бенджамин Сэмюэль Уильямс специализировался на семенных растениях.

## Научные работы
- The Orchid Grower’s Manual (London, 1871).
- Select orchidaceous plants [First series] by Robert Warner; the notes on culture by Benjamin S. Williams. Publication info: London: L. Reeve, 1862—1865[3].
- Select orchidaceous plants [Second series] by Robert Warner; the notes on culture by Benjamin S. Williams. Publication info: London: L. Reeve, 1865—1875[3].
- The Orchid Album[4] (London, 1882—1897).